# Жовква
Жо́вква — місто в Україні з населенням 13 тисяч мешканців у північній частині Львівського району, центр громади. Поселення засноване у 1368 році. Міські права отримало 1603 року. Відоме як місто ремісників. У XVII столітті Жовква була резиденцією короля Речі Посполитої Яна III Собеського. Наприкінці XVII — на початку XVIII століть славилася художня школа і школа різьблення по дереву.

## Етимологія
Можливо назва міста пов'язана з діалектним "жовква" («болотяна рослинність жовтого кольору», пор. жовклий, жовкнути), що походить від прасл. *žьltъ («жовтий»).
За іншою версією, місто назване на честь белзького воєводи Станіслава Жолкевського-молодшого.

## Географія
Жовква розміщена за 25 кілометрів на північ від Львова, за 35 кілометрів від українсько-польського кордону, на роздоріжжі міжнародних автошляхів до Польщі, E372 (Львів — Рава-Руська — Варшава), та до країн Балтики, (Львів — Ковель — Берестя). Поряд з автотрасою проходить залізниця Львів — Рава-Руська — Варшава. Головна площа міста - площа Вічева. 
Місто розміщене на межі природних областей: горбистого пасма Розточчя та дуже заболоченої в давнину рівнини Малого Полісся. Межа природних областей збігається з багатою геологічною, кліматичною, рослинною і тваринною межею в Європі, поруч з якою проходить Головний європейський вододіл.

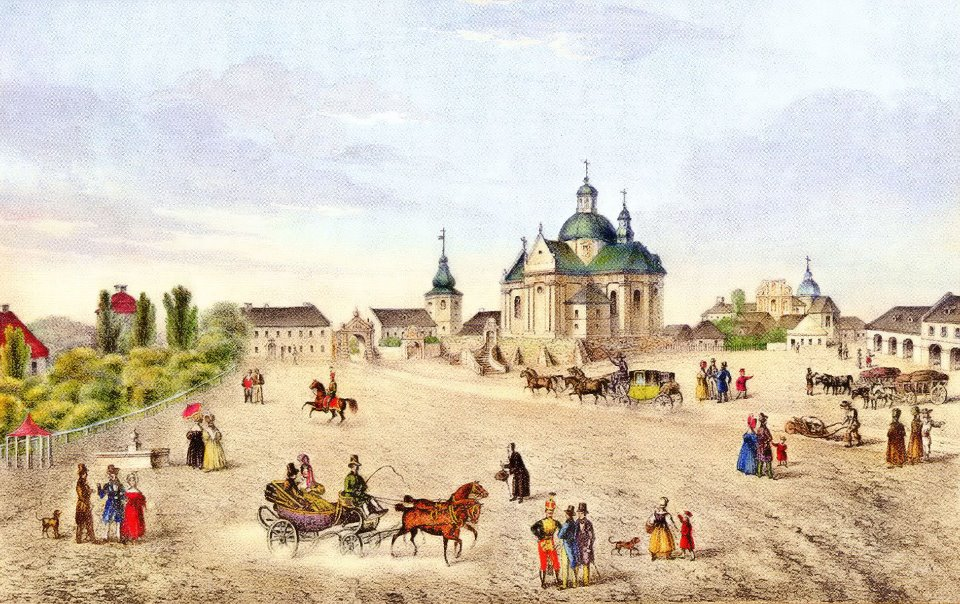
Карел Ауер. Жовква.
Ринкова площа, (до 1858 р.)

Це також древня межа земель та князівств Червоної Руси — Галичини, Волині, Звенигородського і Белзького князівств. Біля підніжжя гори Гарай (365 м) — крутого уступу Розточчя, яка здіймається на 150 метрів над прилеглою рівниною, перетиналися важливі шляхи Червоної Русі. Зі сходу на захід проходив шлях на відтинку між містами Димошин (нині місто Кам'янка-Бузька) та Щекотин (околиці села Глинськ за 5 кілометрів від Жовкви), далі до Янова (тепер Івано-Франкове), Краківця, Кракова; з півдня на північ пролягав шлях зі столичного міста Галича (пізніше зі Львова) на Белз і Холм.

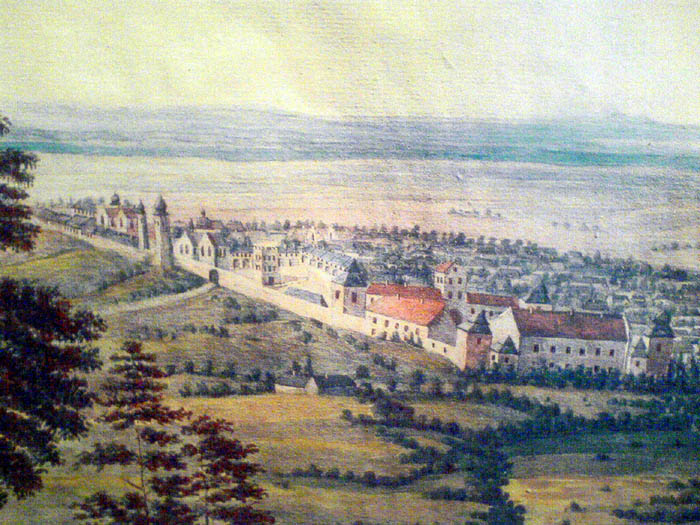
«Акварель Кронбаха». Краєвид Жовкви у XVIII ст.

### Рельєф, природа, природні копалини
Центральна (історична) частина міста лежить на підвищеній гряді, яка простягається із сходу на захід, західним краєм примикаючи до північно-східних уступів Розточчя. Біля підніжжя гори Гарай (150 м) гряду прорізає річка Свиня, утворюючи кілька вигинів. В долині річки в давнину існували великі стави (Сопошинський, Середній і Зволинський), які були осушені протягом XIX століття. Заболочені колись території по обидві сторони гряди також поступово осушили і на сьогодні вони повністю забудовані.
На південній околиці міста в районі цегельного заводу здійснюється розробка покладів глини в невеликих масштабах, яка використовується для виробництва керамічної цегли. В околицях міста виявили також напірні сірководневі води з температурою на поверхні 39 °C, які можуть використовуватися для бальнеологічних та термальних цілей.
У межах міста розташовані дві прироохоронні території: Під Гараєм (дендропарк) і Замковий паркXVII ст.

## Демографія
Станом на 2003 р. в Жовкві проживало 13,85 тисяч мешканців.

### Національний склад
Розподіл населення за національністю за даними перепису 2001 року:
| Національність  | Відсоток |
| --------------- | -------- |
| українці        | 97,50%   |
| росіяни         | 1,98%    |
| поляки          | 0,17%    |
| білоруси        | 0,16%    |
| інші/не вказали | 0,19%    |

### Мова
Розподіл населення за рідною мовою за даними перепису 2001 року:
| Мова            | Кількість | Відсоток |
| --------------- | --------- | -------- |
| українська      | 13046     | 97.97%   |
| російська       | 243       | 1.82%    |
| білоруська      | 7         | 0.05%    |
| польська        | 6         | 0.05%    |
| угорська        | 2         | 0.01%    |
| німецька        | 1         | 0.01%    |
| єврейська       | 1         | 0.01%    |
| румунська       | 1         | 0.01%    |
| інші/не вказали | 9         | 0.07%    |
| Усього          | 13316     | 100%     |

## Історія
Місто Жовква було закладене у 1597 році на землях давньоруського поселення Винники, неподалік древнього міста Щекотів (Щекотин, тепер село Глинськ Жовківського району), яке згадувалося у Галицько-Волинському літописі у 1242 році.
Перша згадка в літописах про село Винники датується 1368 роком. Винники лежали на межі Звенигородського та Белзького князівств, через територію яких пролягли торгові шляхи з Галича та Львова на Белз, Холм. Розташування поселення на торговій дорозі сприяло його швидкому розвитку. Після розпаду Руського Королівства (Галицько-Волинського князівства) і захоплення його земель Польщею наприкінці XVI століття (1588 р.) Винники перейшли у власність гетьмана Станіслава Жолкевського, який згодом одержав королівський привілей Зиґмунта III Вази на будівництво нового міста та на право назвати нове місто Жовквою (1603 р.).
З наданням Жовкві 22 лютого 1603 р. грамотою короля Сигізмунда ІІІ Вази магдебурзького права пожвавилося економічне життя міста й околиць, швидше стали розвиватися ремесла й торгівля. Урядування в місті здійснював магістрат, який обирався за згодою власника міста.

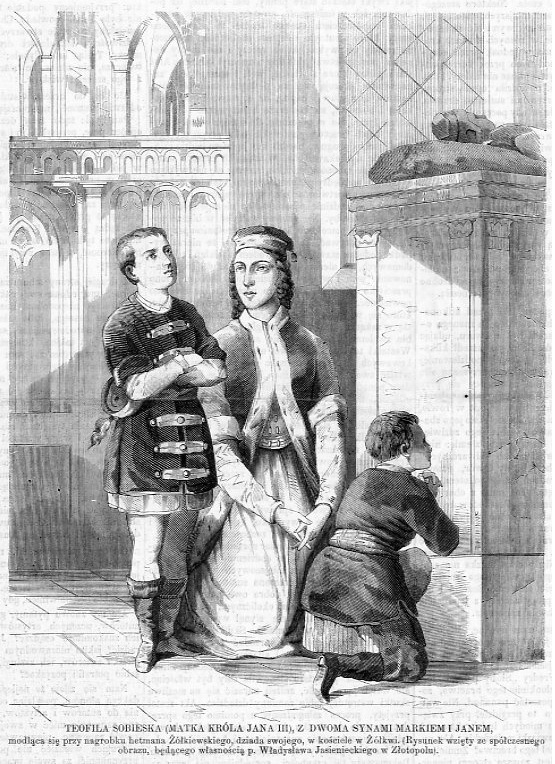
Теофіла Собеська (Данилович)
із синами на молитві у Жовкві

Для будівництва міста Жовкви була вибрана вигідна в оборонному відношенні, вільна від житлової забудови підвищена платформа, де перетиналися важливі шляхи Червоної Русі. Припускають, що гетьман С. Жолкевський із дружиною хотіли бачити розпланування Жовкви за взірцем «Ідеальних міст» італійського архітектора П'єтро Катанео. Планування здійснив Павло Щасливий, який тоді зводив замок, а після нього костел св. Лаврентія. В першій половині XVII ст. Жовква перетворилася на укріплене місто-фортецю, оточене валами та ровами. Ринкову площу, розплановану перед замком, з північного та східного боків оточили житлові кам'яниці з відкритими галереями-підсінням. Припускають, що своєю красою Жовква має завдячувати дружині гетьмана Реґіні, котра дбала про місто, у той час коли чоловік перебував на королівській службі. Після Жолкевських місто належало родині Даниловичів, далі по матері Софії Теофілії — Янові ІІІ Собєському. В XIX столітті в Златополі у пана Владислава Ясенецького зберігався сімейний портрет Теофіли з синами Марком та Яном на молитві у костелі міста Жовква.
З 1678 року Жовківський замок став королівською резиденцією Яна III Собеського. У II пол. XVII — на початку XVIII ст. місто досконало розбудувалося, отримало низку нових кам'яних будівель, прекрасні садово-паркові ансамблі й досягло свого найвищого розвитку і багатства. У Жовкві діяли п'ять церков, чотири костели, синагога. Славилась високою художньою цінністю жовківська збірка живопису, графіки, різьблення, гобеленів, порцеляни, зброї. Прославили місто іконописці та різьбярі Жовківського мистецького осередку кінця XVII — початку XVIII століття.
Дослідник історії Жовкви вірменин Садок Баронч висунув версію про народження тут українського державного діяча і полководця, гетьмана Богдана Хмельницького. Під час визвольної війни українського народу під проводом Богдана Хмельницького у Жовкві двічі побувало козацько-селянське військо. Під час Північної війни 1700—1721 років Жовківський замок з грудня 1706 року до квітня 1707 року став резиденцією російського царя Петра I. 
До Жовкви у квітні 1707 року приїздив український гетьман Іван Мазепа. З Жовкви гетьман відправляв посланця до Саксонії заручитись підтримкою шведського короля Карла XII.
Кароль Юзеф Сапєга восени 1745 року пробував бути посередником в суперечці між гетьманом литовським Михайлом Казимиром Радзивіллом «Рибонькою» та сандомирським воєводою Яном Тарлом в їх суперечці через права на Жовкву.

### У складі імперії Габсбургів
У Жовкві була велика друкарня, де друкувалася більшість служебних книжок для греко-католицької церкви.

1880 року у Галичині — провінції Австро-Угорської монархії, було утворено адміністративний повіт Жовква, що охоплював 74 громади. Піднесенню Жовкви сприяло прокладення через неї залізниці Львів — Белжець, адміністрація якої з 1889 року розмістилася у місті. Особливо сильного удару місту завдала Перша світова війна, під час якої місто переходило з рук в руки, у часі відступу росіян місто було спалене. Перед війною у Жовкві повністю базувався 15-й полк драгунів імені Ерцгерцога Йозефа (штаб і обидва дивізіони).
3 березня 1918 року в місті відбулося віче — «свято державності і миру» на підтримку дій уряду Української Народної Республіки, на якому були присутні близько 10000 осіб.

### Західноукраїнська Народна Республіка
1 листопада 1918 року в повіті Жовква було встановлено владу незалежної Української держави — ЗУНР.

### Українська РСР
25 вересня 1939 року з'єднання 2-го кавалерійського корпусу разом з 24-ю танковою бригадою вступили до Жовкви.
За радянських часів Жовква була перейменована (1951 р.) на Нестеров — на честь відомого російського авіатора часів Першої світової війни Петра Нестерова (перший у світі виконавець «мертвої петлі»), який загинув неподалік від міста в результаті першого у світі повітряного бою з застосуванням тарану.
Від 30 грудня 1962 року Нестеров разом з смт Добротвір стали містами обласного підпорядкування Львівської області..

### У незалежній Україні
У 1992 році місту повернули стару назву. У 1994 році Жовкві надано статус Державного історико-архітектурного заповідника — у ньому 55 пам'яток світового, національного та регіонального значення.
У 2003 році до 400-ліття від надання місту магдебурзького права центральна частина Жовкви, зокрема центральна площа — Вічева, пережили масштабну реконструкцію, котра частково триває й досі.
9 червня 2017 року у Жовкві, відбулося відкриття пам'ятного знаку пожежним рятувальникам, що загинули 30 травня 2016 року на Грибовицькому сміттєзвалищі: Андрію Вненкевичу, Юрію Рудому, Богдану Юнку.
22 грудня 2018 року громада УПЦ МП церкви святих Петра і Павла ухвалила рішення перейти до Православної церкви України.

## Сфера послуг і торгівля
Харчі для мешканців міста продають в супермаркетах АТБ, Рукавичка, Наш Край. Мережа Сільпо не має фізичного магазину, а здійснює доставку харчів та господарчих товарів безпосередньо додому.
В Жовкві працюють понад 10 ресторанів та кавʼярень, декілька перукарень, близько десятка аптек. Базову електроніку продають у крамниці Жжук.
Задля поштової доставки діє відділення Укрпошти та в місті розташовані 2 відділення Нової пошти і декілька поштоматів.
Послуги таксі перевезення мешканців надаються через додаток Убер.
Банківські послуги надаються у відділенні Ощадбанку.

## Герб міста

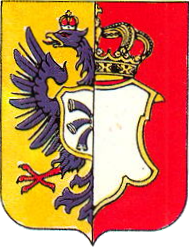
Герб Жовкви австрійського періоду

- Сучасний герб: на золотому полі Іван Богослов, що тримає в правій руці золоту чашу, у лівій — чорну змію. Одяг синій, плащ червоний. Щит обрамлений декоративним картушем і увінчаний срібною міською короною з трьома зубцями.
- Герб австрійського періоду має вигляд розділеного навпіл щита, на якому зображені половини гербів Собеських і Радзивіллів.

## Архітектура
Жовква збудована за принципом «ідеальних міст» доби Ренесансу. До видатних історико-архітектурних ансамблів відноситься добудова історичної Ринкової площі (сучасна пл. Вічева) із замком 1594 р., костелом Св. Лаврентія XVII ст., Василіанський (XVII—XX ст.) і Домініканський (XVII—XVIII ст.) монастирі. Високу художню цінність мають зразки дерев'яного зодчества, збережена на території колишніх передмість та синагога в стилі Ренесанс. На невеликій території історичного центру, що з 1994 року має статус Державного історико-архітектурного заповідника, сьогодні знаходиться близько 55 пам'яток архітектури, у тому числі світового рівня. Деревʼяна церква Святої Трійці належить до переліку світової спадщини ЮНЕСКО.
У Жовкві працював видатний архітектор, скульптор доби бароко Андреас Шлютер (1662—1714 рр., як майстер меморіальної пластики). В костелі збереглися два надгробки роботи великого майстра, автора палаців та монументів у Берліні, Кенігсберзі: матері та брата Яна Собеського.
Найстарішою школою міста є Жовківська ЗОШ №1. Школа була заснована у 1896 році (тоді це була польська гімназія імені Адама Міцкевича). У міжвоєнний період тут викладав Іван Крип'якевич[джерело?]

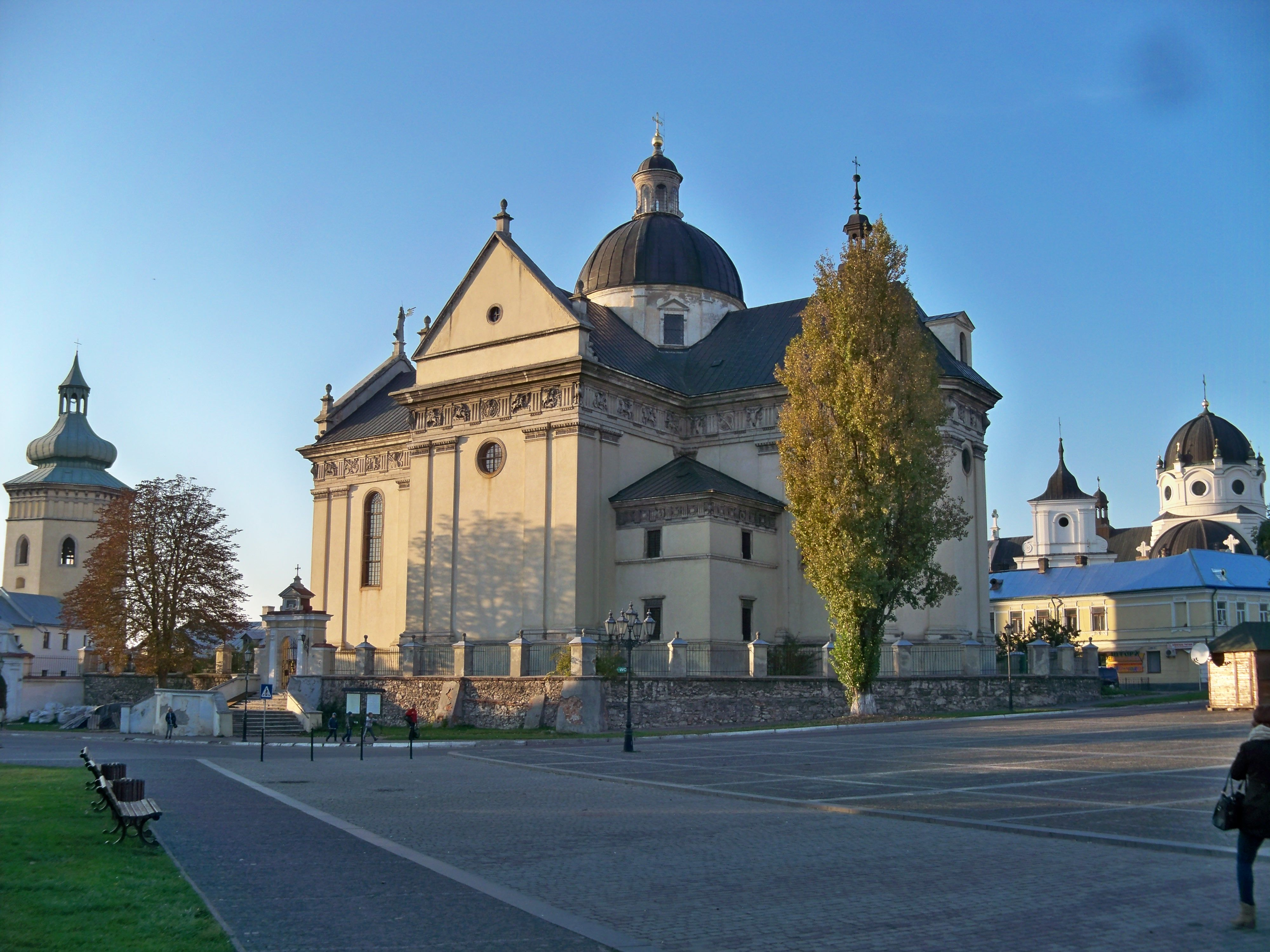
Костел Святого Лаврентія
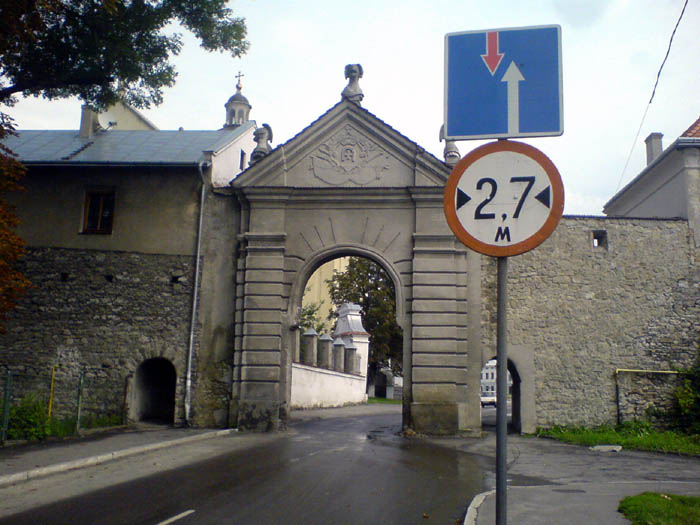
Оборонний мур та Глинська брама
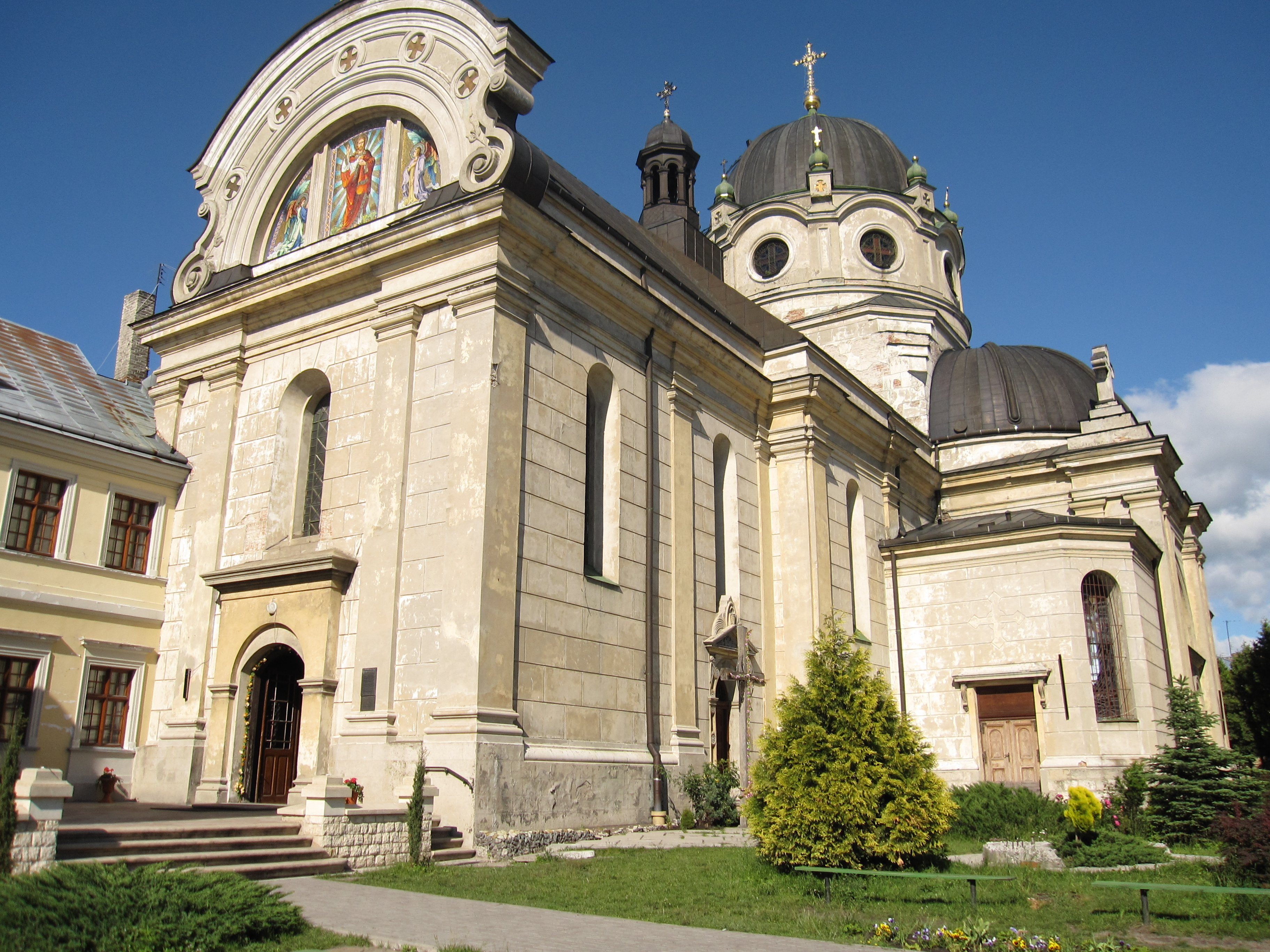
Церква Пресвятого Серця Христового
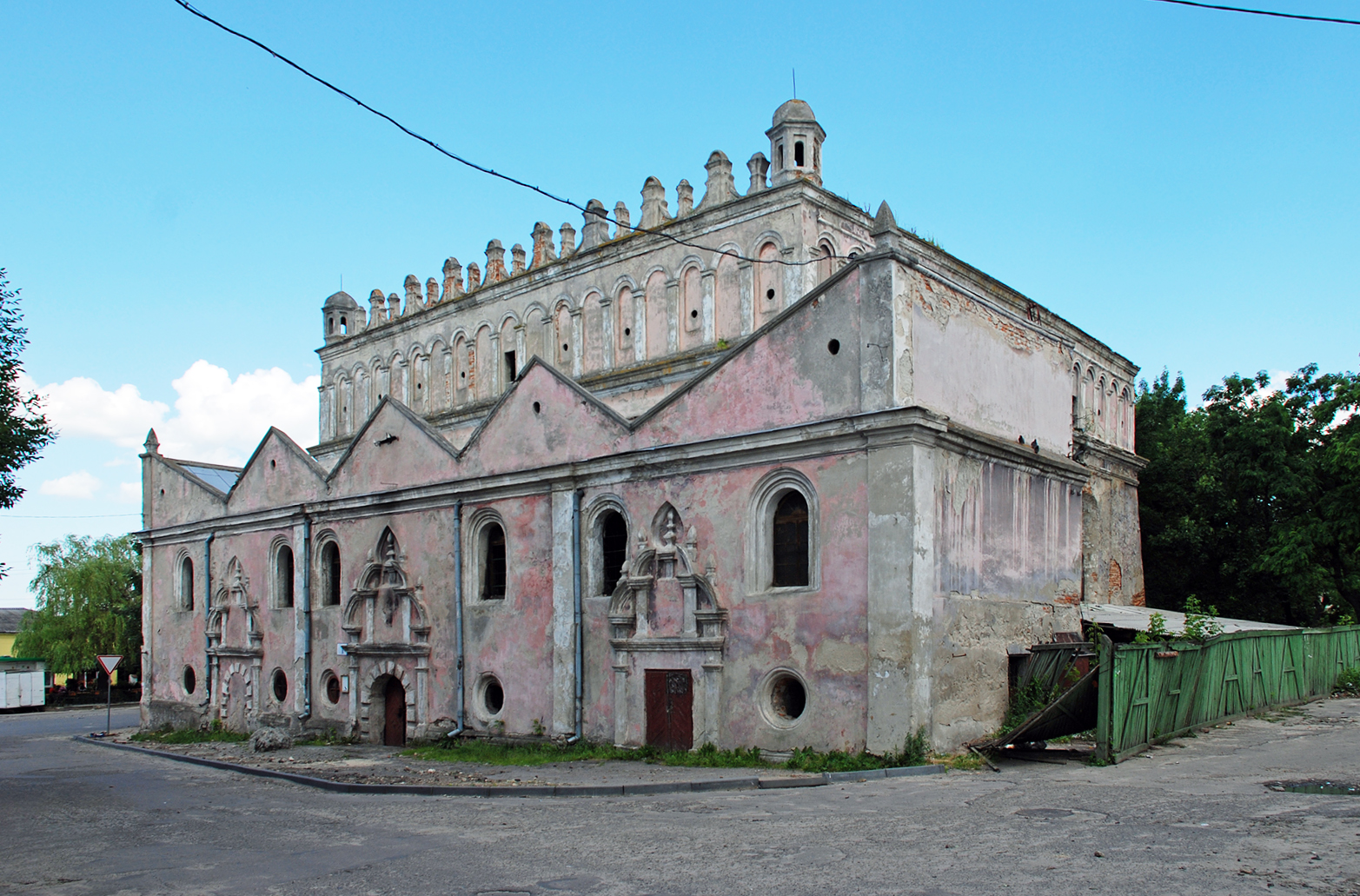
Жовківська оборонна синагога відома у всьому світі
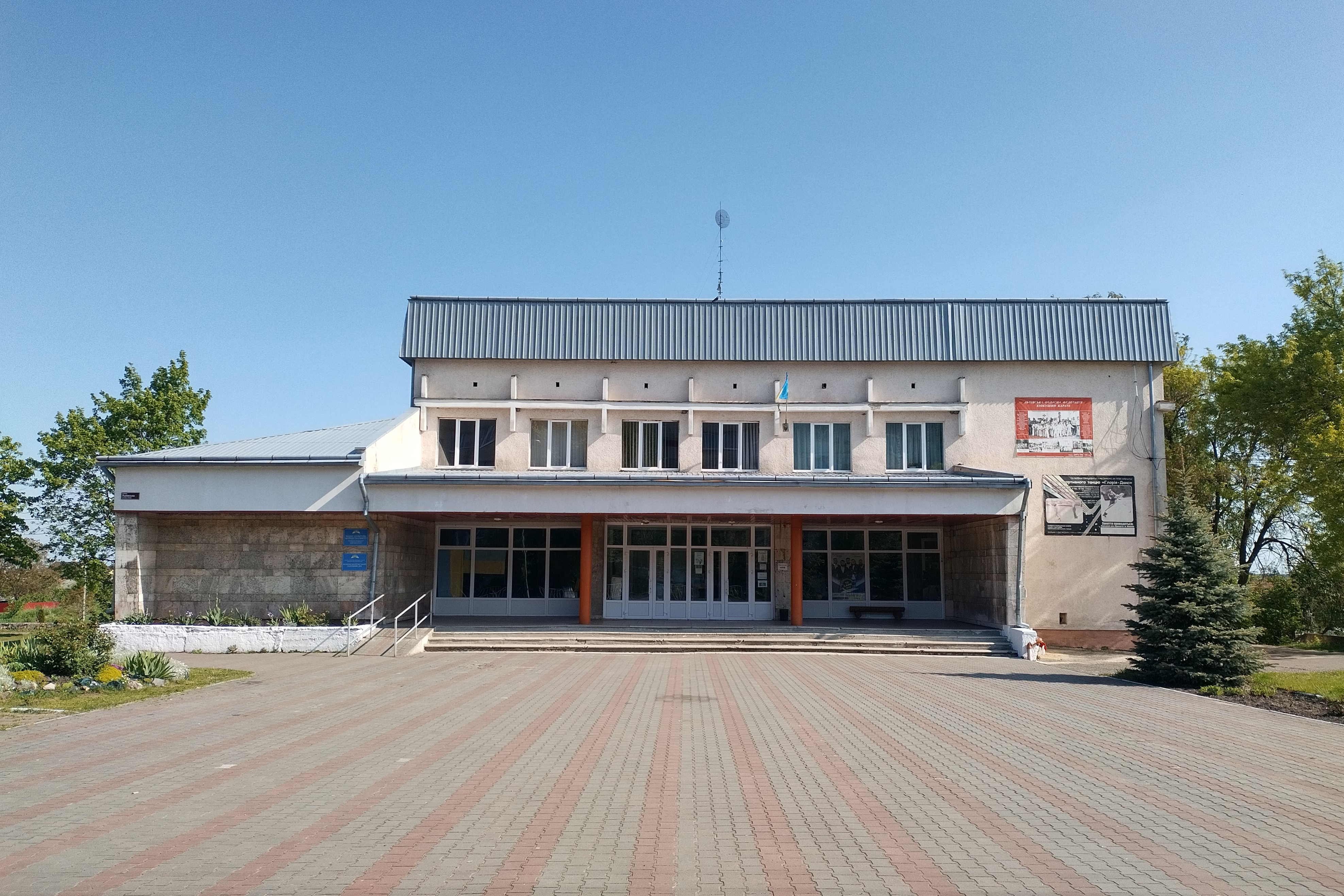
Міський Народний дім
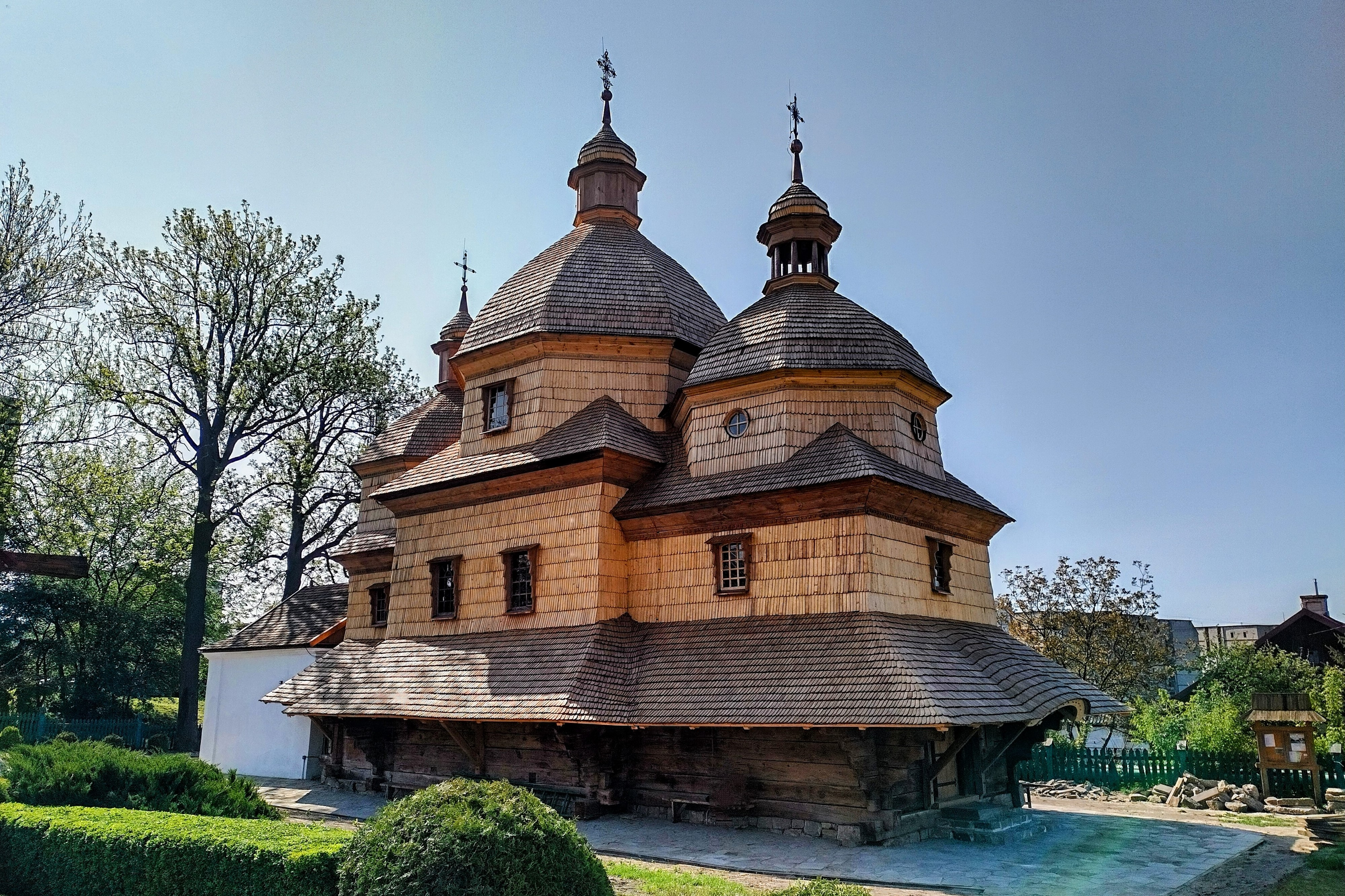
Церква Святої Трійці в списку світової спадщини ЮНЕСКО
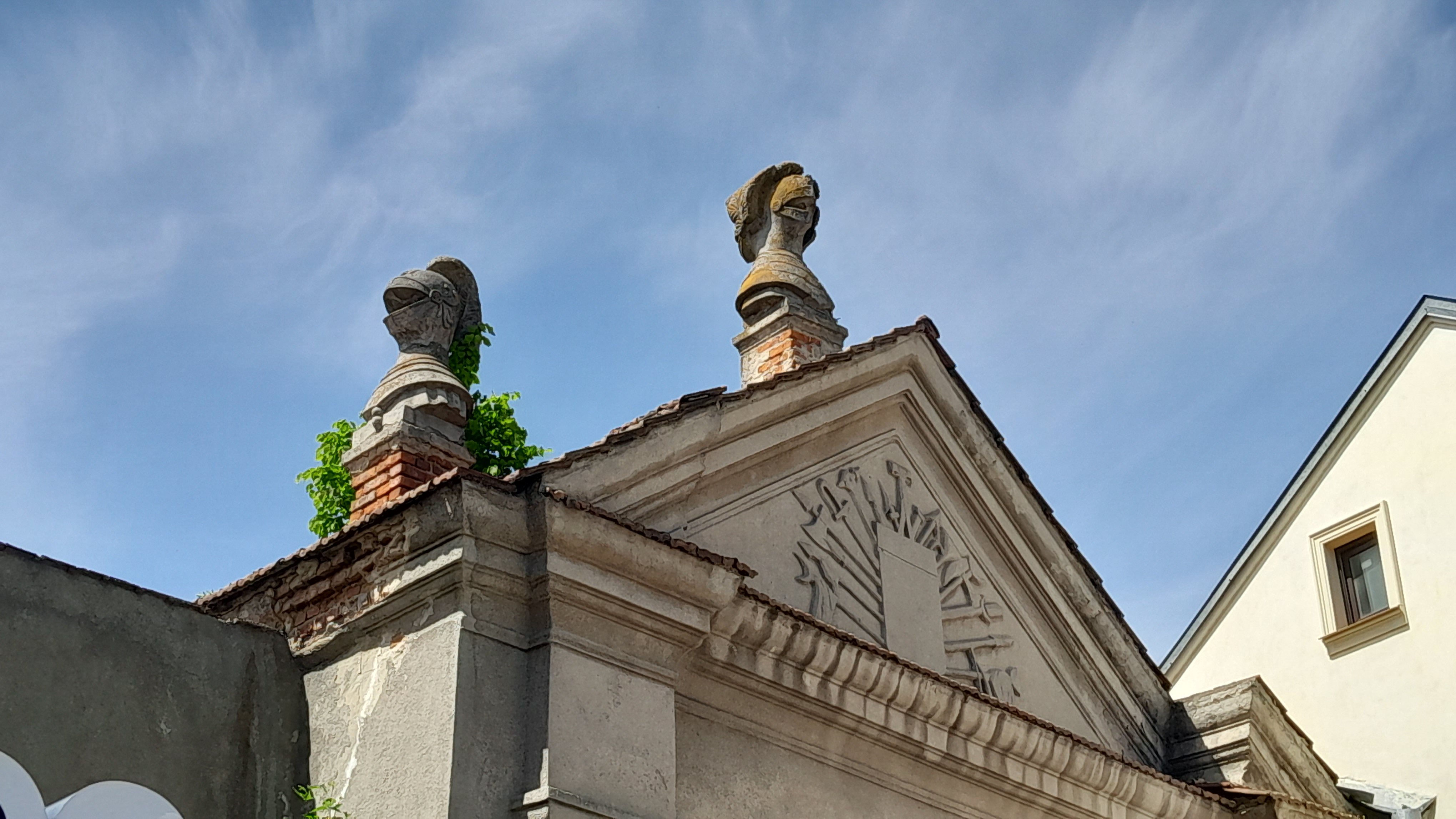
Глинська брама
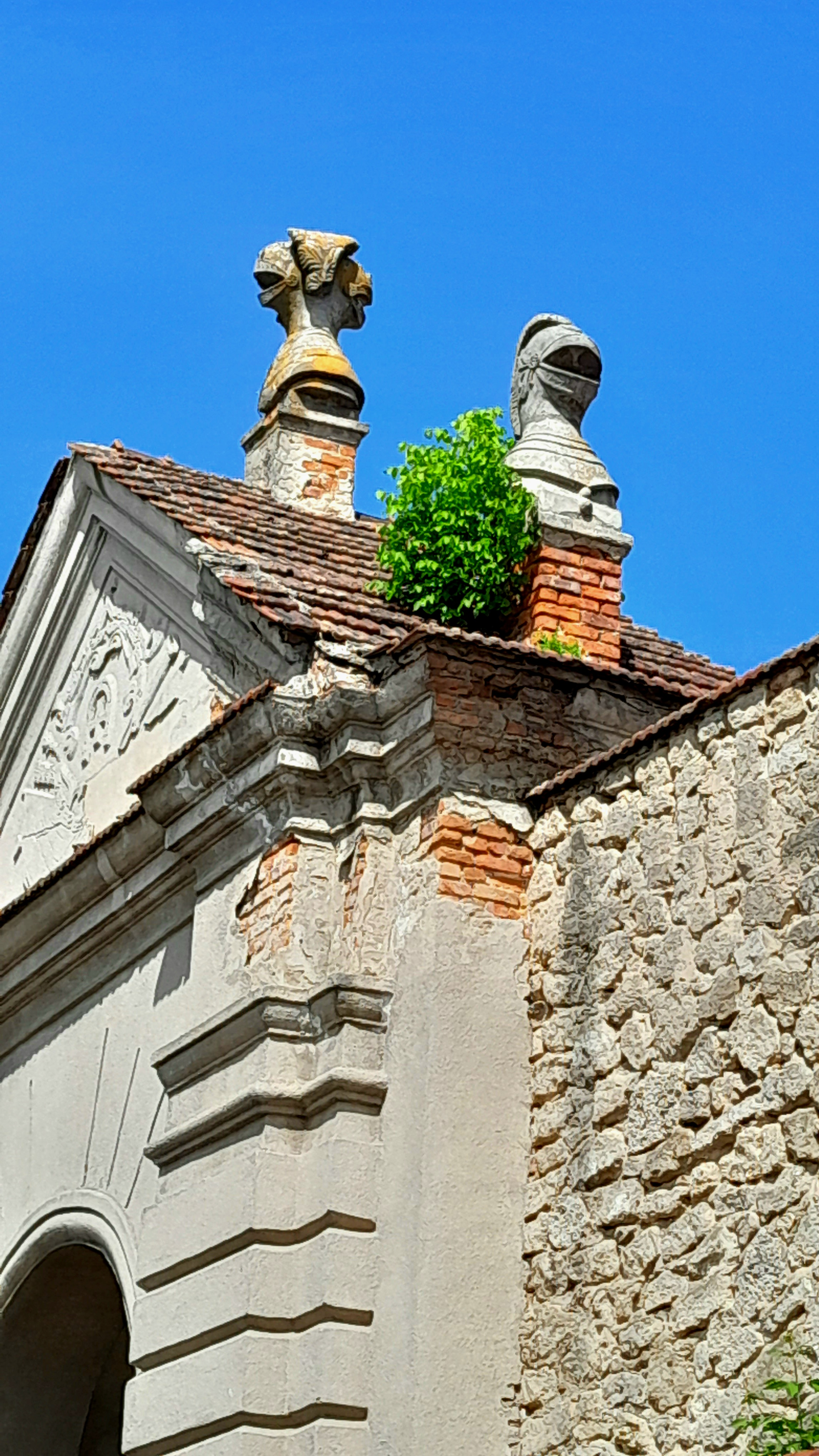
Глинська брама
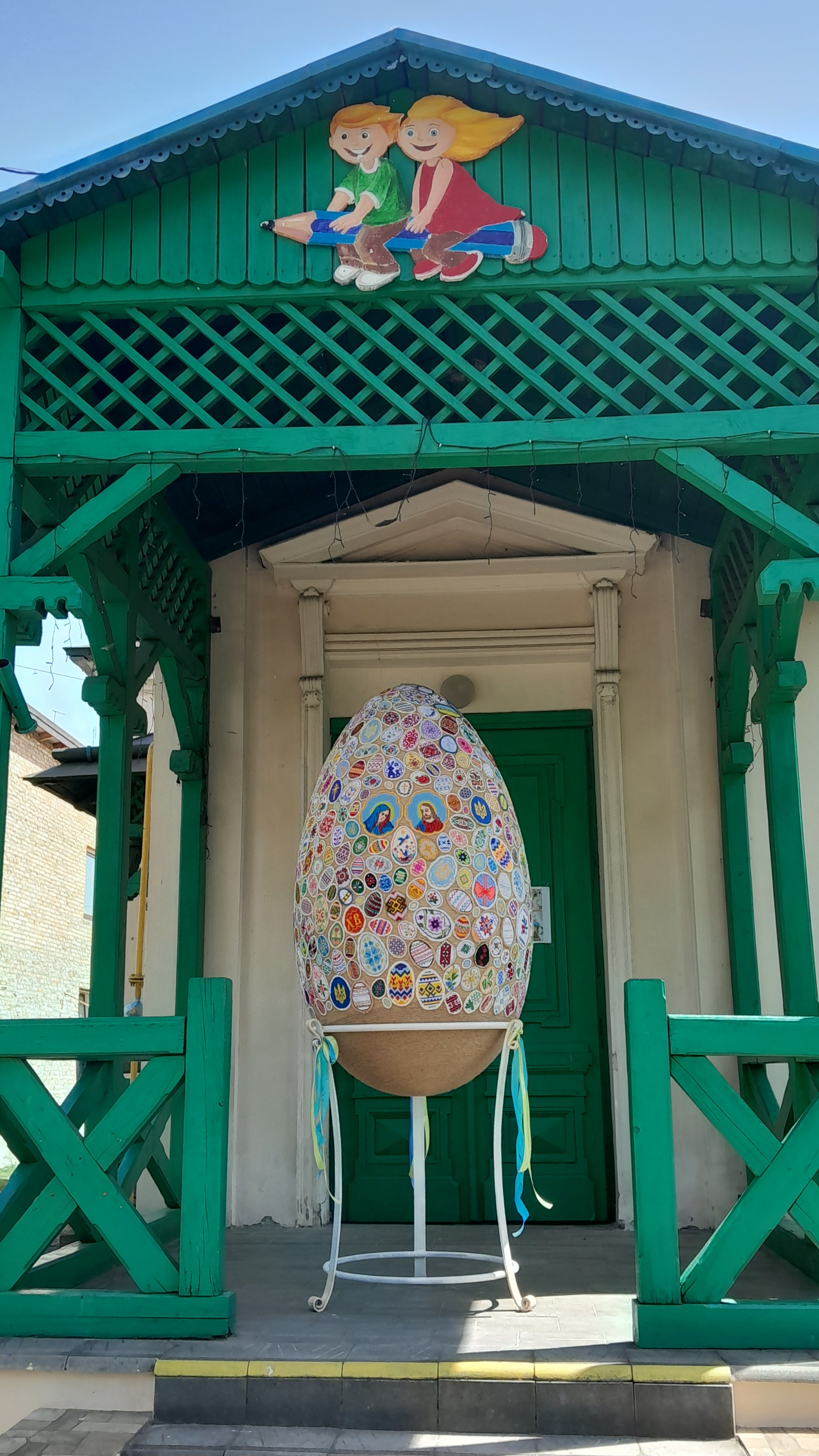
районний центр дитячої та юнацької творчості

### Військовий меморіал
- Цвинтар воїнів УГА | Жовква | Військові некрополі України

## Міста-побратими
- Цешанув, Польща
- Замостя, Польща
- Грубешів, Польща
- Пяски, Польща
- Мелгев, Польща
- Краснистав, Польща
- Горинец-Здруй, Польща
- Любачів, Польща
- Людвін, Польща
- Чортків, Україна

## Відомі люди

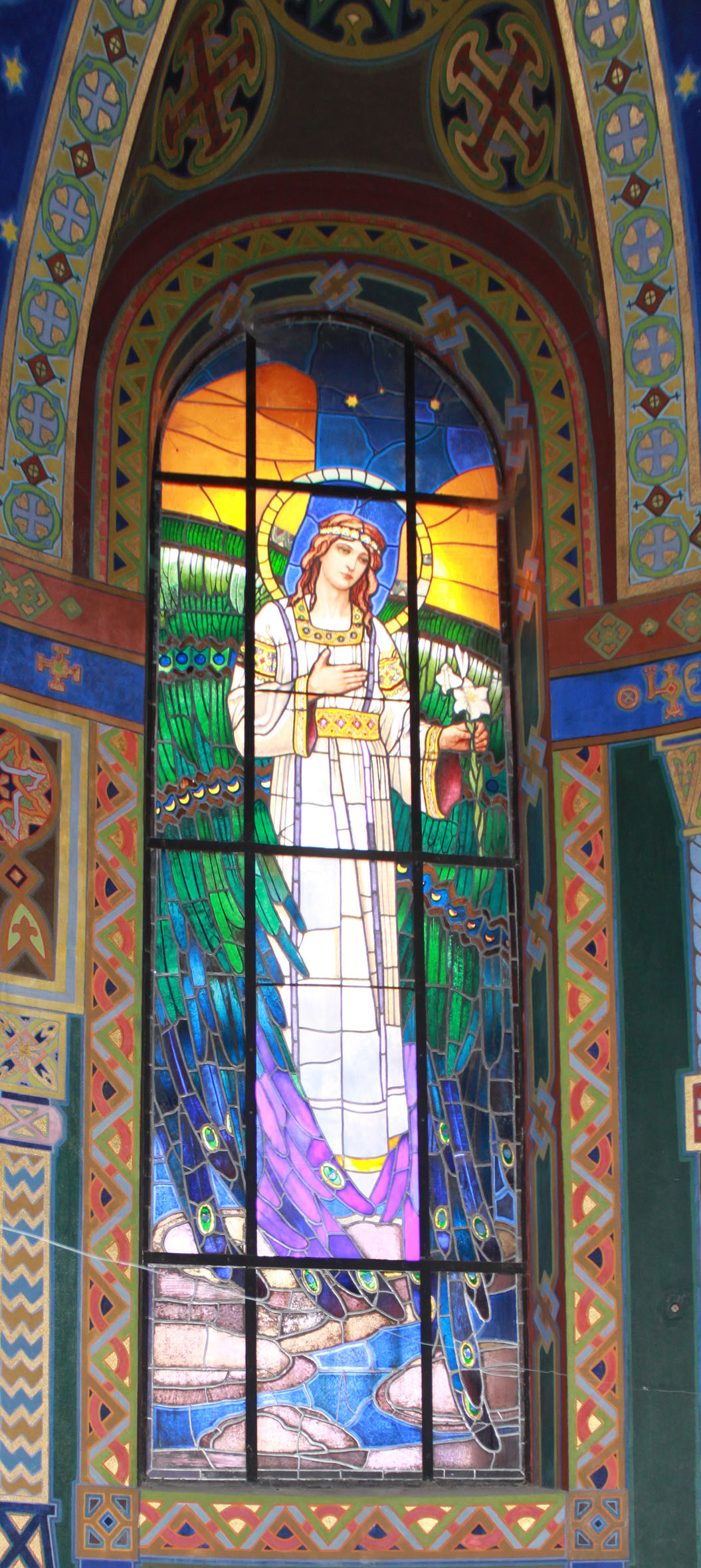
Архангел Гавриїл

### Народилися
- Петро Білянський — український релігійний й освітній діяч.
- Волошко Степан — актор, оперний співак, педагог.
- Кіяновська Маріанна Ярославівна — українська поетеса, прозаїк, есеїстка, перекладачка, літературний критик та літературознавець
- Йов Кондзелевич — відомий іконописець, автор іконостаса із монастиря Скит Манявський (Богородчанський іконостас) 1698—1705 рр.
- Герш Лаутерпахт — юрист, один із авторів концепції прав людини як норми міжнародного права
- Любомир Романків — провідний науковець компанії IBM в галузі комп'ютерних технологій, співвинахідник (разом з Девідом Томпсоном) процесів створення тонкоплівкових індуктивних і магніторезистивних мікроголовок для запису інформації.
- Юзеф Руффер (1878—1940) — польський поет-модерніст та художник.
- Цись Роман — композитор.

### Проживали у місті
- Дімітріе Баріле -  молдовський Митрополит і політичний діяч, учений, поет, і перекладач. Почав використовувати румунську мову (в кириличному варіанті) в церковній сфері. Помер у Жовкві
- Василь зі Львова — український мистець (художник, придворний короля Яна ІІІ Собеського)[17].
- Калітовська Леся — призерка Олімпійських ігор у Пекіні 2008 р.
- Кантемір Юрій — український воєнний комендант Жовкви, сотник УГА.
- Михайло Король — український адвокат, доктор права, громадсько-політичний діяч, провідник місцевої української громади, голова «Руської Ради», ініціатор будови «Народного Дому» в Жовкві.
- Костевич Володимир Євгенович — український футболіст.
- Василь Петранович — відомий іконописець, автор (на думку Володимира Овсійчука; разом з учнями в 1744—1749 роках) іконостасу церкви святого Миколая в Бучачi[18].
- Іван Руткович — відомий іконописець, автор так званого Скварявського іконостаса 1697-99 рр.
- Ян ІІІ Собеський — король Речі Посполитої.
- отець Яким Фещак — капелан УГА, редактор журналу УГКЦ «Місіонар», перебував під час І-ї світ. війни

### Військовики
- Греділь Володимир Ярославович (1977—2022) — солдат Збройних Сил України, учасник російсько-української війни, що загинув у ході російського вторгнення в Україну в 2022 році.
- Турчин Володимир Богданович (1990—2017) — сержант Збройних сил України, учасник російсько-української війни,
- Слука Петро Богданович  – військовик, загинув [19].
- Процайло Василь Васильович (1970-2022) — начальник відділу контролю за переміщенням товарів Львівської митниці — військовий 24-ї ОМБр. Був командиром мотопіхотного взводу з позивним – «Митник». Захищаючи Попасну Луганської області, отримав важке поранення.
- Бішко Михайло Степанович (14.02.1971-09.12.2022) загинув 9 грудня у селі Загризове Харківської області
- Дудар Віктор Васильович (20.12.1977-02.03.2022)
- Кунтий Мар'ян Васильович (10.04.1991-28.03.2022)
- Михалюк Ярослав Миронович (03.04.1969-31.03.2023)
- Паршин Андрій Анатолійович (10.10.1977-22.04.2022)
- Станько Андрій Богданович (29.02.1988-03.04.2022)
- Ткаченко Олександр Сергійович (20.08.1998-19.03.2022)
- Смолій Богдан Володимирович (06.06.1982-27.04.2023)
- Паламарчук Олександр (07.10.1977-23.05.2023)
- Ілащук Сергій Олександрович (03.09.1986-26.06.2022)

### Парламентські посли від Жовкви
- отець Ковальський Тит — священик УГКЦ, посол Галицького Сейму (2 рази обирався від I курії Жовківського округу).[20]